# Upptäcktsresornas epok
Upptäcktsresornas epok var den tid när flera långa upptäcktsresor förändrade européernas bild av världen. Den sträcker sig från början av 1400-talet fram till tidigt 1700-tal. Under denna period nådde europeiska skepp i stort sett alla delar av världen i sökandet efter nya handelsvägar och handelspartners. Detta stimulerade den växande kapitalismen i Europa. Européerna lärde härmed känna folkgrupper och kartlade områden som tidigare varit okända för dem. 
Historiker refererar ofta till upptäcktsresornas epok som pionjärtiden för portugisiska och spanska långdistansresor i letandet efter alternativa handelsvägar till "Indien" då man bedrev handel med guld, silver och kryddor.
Bland de mest berömda upptäckarna från denna period kan man nämna Christofer Columbus, Vasco da Gama, Pedro Álvares Cabral, John Cabot, Jermak, Juan Ponce de León, Ferdinand Magellan, Willem Barentsz, Abel Tasman, Jacques Cartier, Willem Jansz och James Cook.
Först att nå Indien sjövägen var Vasco da Gama och den första världsomseglingen påbörjades av Ferdinand Magellan och Juan Sebastián de Elcano.

## Bakgrund

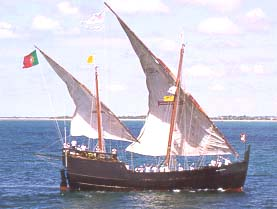
Replik av portugisisk karavell.

Upptäcktsresorna kom till genom föreställningar och teknologier som växt fram under renässansen. En tanke som hade stor betydelse för utvecklingen var att man ville finna en väg till Asien som gick västerut från Europa. Bland teknologier kan man till exempel nämna framsteg inom kartografi, navigering, eldvapen och skeppsbyggnad. Viktigast var utvecklandet av fartygstyperna karack och senare karavell, vilket skedde i Spanien och Portugal. Dessa fartyg utvecklades från medeltida europeiska föregångare genom tillägg av lösningar som importerades från den arabiska/muslimska världen och kunde lämna det rätt stillsamma Medelhavet och segla någorlunda tryggt ute på Atlanten.

### Fotnoter
1. ↑  Mancall 1999, pp. 26–53.
2. ↑  Parry 1963, pp. 1–5.
3. ↑  Arnold 2002, p. 11.